# Wolf von Schönberg

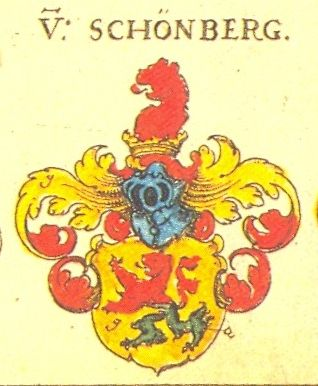
Wappen derer von Schönberg

Wolf von Schönberg (* 1518; † 29. Januar 1584 auf Schloss Neusorge) war ein Feldherr und Beamter im Dienste der sächsischen Kurfürsten Johann Friedrich, Moritz und August. Er wirkte während seiner langen Dienstzeit als Amtmann von Chemnitz und Altzella, als Hauptmann von Schwarzenberg und Grünhain, als Kriegs- und Amtshauptmann zu Rochlitz, als Hofmarschall in Dresden und als Oberhauptmann im Erzgebirgischen Kreis in Freiberg. Er war Herr zu Sachsenburg, Knauthain, Zöblitz und Frankenberg.

## Herkunft und Familie
Wolf von Schönberg entstammte dem meißnisch-sächsischen Uradel von Schönberg und war ein Sohn von Hans von Schönberg (* vor 1489), Herr von Schönau und Bornichen und dessen Ehefrau Margarethe von Gans.
Er heiratete Anna, Tochter von Caspar von Minckwitz, Herr auf Drehna. Aus ihrer Ehe entstammen folgende Nachkommen:
- Hans Wolf (* 1539; † 8. Dezember 1603), Herr von Pulsnitz, Oberberghauptmann von Freiberg
- Caspar (* 1540; † 17. März 1599), Graf von Nanteuil-le Haudouin, französischer Marschall
- Georg (* 1543; † 27. April 1578), getötet  im Duell der Mignons in Paris
- Moritz, kursächsischer Rat auf Sorge, Knauthain und Kriebstein
- Anna, heiratete Rudolf von Gersdorf, Herr von Güteborn
- Margaretha

## Leben
Wolf von Schönberg kämpfte zunächst im Heer des ernestinischen Kurfürsten Johann Friedrich des Beständigen außerhalb von Sachsen, errang den Dienstgrad eines Obristen und übernahm während des Schmalkaldischen Krieges 1546/47 als Generalfeldmarschall den Oberbefehl über die kursächsische Armee. Am 24. April 1547 erlitt er in der Schlacht bei Mühlberg eine schwere Beinverletzung, so dass ihn Hans von Ponickau als Oberbefehlshaber ersetzen musste.
Noch im Jahr 1547 trat Schönberg in die Dienste des albertinischen Kurfürsten Moritz. Er fungierte als Amtmann in Chemnitz, kämpfte 1553 im Range eines Feldmarschalls in der Schlacht bei Sievershausen und wurde 1554 als Hofmarschall nach Dresden berufen. Von 1557 bis zu seinem Tode 1584 amtierte er als Hauptmann und später als Oberhauptmann im Erzgebirgischen Kreis in Freiberg. Wolf von Schönberg pflegte außerdem wirtschaftliche Beziehungen zum Kurfürsten August und zur Kurfürstin Anna.
1567 nahm Schönberg am Kriegszug des Kurfürsten August zur Vollstreckung der Reichsacht gegen den ernestinischen Herzog Johann Friedrich den Mittleren und an der Belagerung Gothas teil (siehe hierzu: Grumbachsche Händel).